# Ronnie Lee Gardner
Ronnie Lee Gardner (16 de enero de 1961-18 de junio de 2010) fue un criminal estadounidense que recibió la pena de muerte por matar a un hombre durante un intento de fuga de un tribunal en 1985, y fue ejecutado por un pelotón de fusilamiento por el estado de Utah en 2010. Su caso pasó casi veinticinco años en el sistema judicial, lo que llevó a la Cámara de Representantes de Utah a presentar una legislación para limitar el número de apelaciones en casos capitales.
En octubre de 1984, Gardner mató a Melvyn John Otterstrom, de 37 años, durante un robo en Salt Lake City. Mientras lo trasladaban en abril de 1985 a una audiencia judicial por el homicidio, disparó fatalmente al abogado Michael Burdell, de 36 años, en un intento de fuga fallido. Condenado por dos cargos de asesinato, Gardner fue sentenciado a cadena perpetua por el primer cargo y recibió la pena de muerte por el segundo cargo. El estado adoptó medidas de seguridad más estrictas como resultado del incidente en el juzgado. Mientras estaba detenido en la Prisión Estatal de Utah, Gardner fue acusado de otro delito capital por apuñalar a un recluso en 1994. Sin embargo, ese cargo fue desestimado por la Corte Suprema de Utah porque la víctima sobrevivió.
En una serie de apelaciones, los abogados defensores presentaron evidencia atenuante de la problemática crianza de Gardner, quien había pasado casi toda su vida adulta en prisión. Su solicitud de conmutación de su sentencia de muerte fue denegada en 2010 después de que las familias de sus víctimas testificaran en su contra. El equipo legal de Gardner llevó el caso a la Corte Suprema de los Estados Unidos, que se negó a intervenir.
La ejecución de Gardner en la Prisión Estatal de Utah se convirtió en el foco de atención de los medios en 2010 porque fue la primera que se llevó a cabo por un pelotón de fusilamiento en Estados Unidos en catorce años. Gardner declaró que escogió este método de ejecución debido a su origen mormón. El día antes de su ejecución, La Iglesia de Jesucristo de los Santos de los Últimos Días publicó una declaración aclarando su posición respecto a la doctrina de la expiación con sangre. El caso también atrajo el debate sobre la pena capital y si acaso Gardner había estado destinado a una vida de violencia desde su difícil infancia.

## Asesinatos
Durante la noche del 9 de octubre de 1984, Gardner robó el Cheers Tavern en Salt Lake City. Bajo los efectos de la cocaína, le disparó al camarero Melvyn John Otterstrom en la cara, matándolo. El primo de Otterstrom, Craig Watson, afirmó que el robo «obtuvo menos de cien dólares». Los miembros de la familia dijeron que Gardner asistió al funeral de Otterstrom y fingió ser un amigo de la infancia. Tras una pista, la policía detuvo a Gardner tres semanas después en la casa de su primo. Gardner dijo que el tiroteo se produjo porque Otterstrom se resistió, pero los investigadores no encontraron ninguna prueba que apoyara esta afirmación. Gardner fue detenido en lugar de pagar una fianza de 1,5 millones de dólares. Su conductor de escape fue identificado como Darcy Perry McCoy, quien testificó en su contra.
Durante el proceso judicial por el asesinato de Otterstrom el 2 de abril de 1985, Gardner intentó escapar de la custodia con un revólver introducido de contrabando en el Metropolitan Hall of Justice en Salt Lake City. Jim Kleine, del Departamento de Bomberos de Salt Lake City, creyó que el arma le fue entregada a Gardner mientras lo escoltaban hacia el juzgado desde el estacionamiento subterráneo. Gardner sacó el arma, pero antes de que pudiera abrir fuego, el guardia Luther Hensley le disparó inmediatamente en el hombro derecho. Luego, Gardner disparó al alguacil desarmado George «Nick» Kirk en el abdomen. Después de correr a los archivos de la sala del tribunal, Gardner se enfrentó a los abogados Robert Macri y Michael Burdell. Según Macri, después de que Gardner le apuntara con el arma, cambió la puntería hacia Burdell, que había estado haciendo trabajo pro-bono para su iglesia. Burdell gritó: «Oh, Dios mío», luego Gardner le disparó en el ojo. Gardner salió del edificio, donde se vio rodeado por docenas de agentes de policía. «Cuando le ordenaron que arrojara su revólver, Gardner lo arrojó y obedeció otra orden de acostarse».
Gardner fue llevado al Centro de Servicios de Salud de la Universidad de Utah, donde se le ingresó en estado grave, pero se recuperó. Burdell murió unos 45 minutos después mientras estaba en cirugía en el Hospital Holy Cross. Kirk fue inicialmente ingresado en estado crítico en el Hospital LDS, pero sobrevivió a la cirugía. Durante una búsqueda en el palacio de justicia, se encontró una bolsa de ropa de hombre en el sótano debajo del lavabo del baño de mujeres. El fiscal Bob Stott creía que el arma de Gardner había sido pegada con cinta adhesiva a una fuente de agua en el primer piso. Darcy Perry McCoy fue encontrada desarmada y fue arrestada a una milla de distancia. Su hermana, Carma Jolley Hainsworth, fue sentenciada a ocho años de prisión por entregar la ropa y los mensajes en preparación para el intento de fuga, pero la identidad de la persona que le proporcionó el arma de fuego a Gardner no se conocía en ese momento. El director de prisiones estatales, William Vickrey, exoneró las acciones de los guardias de la prisión que escoltaron a Gardner, pero el alguacil del condado de Salt Lake, ND «Pete» Hayward, dijo que el guardia que disparó a Gardner debería haber seguido disparando hasta que Gardner muriera. Una revisión encontró que los guardias no pudieron disparar porque Gardner había estado usando a un rehén como escudo humano. El alguacil Hayward dijo que el intento de fuga «parecía estar bien planeado» y culpó de la violación de seguridad a la disposición del Metropolitan Hall of Justice, que permitía el acceso sin restricciones a las áreas donde se transportaba a los prisioneros.
Otterstrom, un alpinista y veterano del 19.º Grupo de Fuerzas Especiales de la Guardia Nacional de Utah, fue sobrevivido por su esposa Kathy y su hijo de cinco años, Jason. A Burdell, un veterano de Vietnam, ex ingeniero y miembro de la Iglesia Summum, le sobrevivió su novia, Donna Nu, quien luego abogaría contra la ejecución de Gardner.

## Sentencias y encarcelamientos

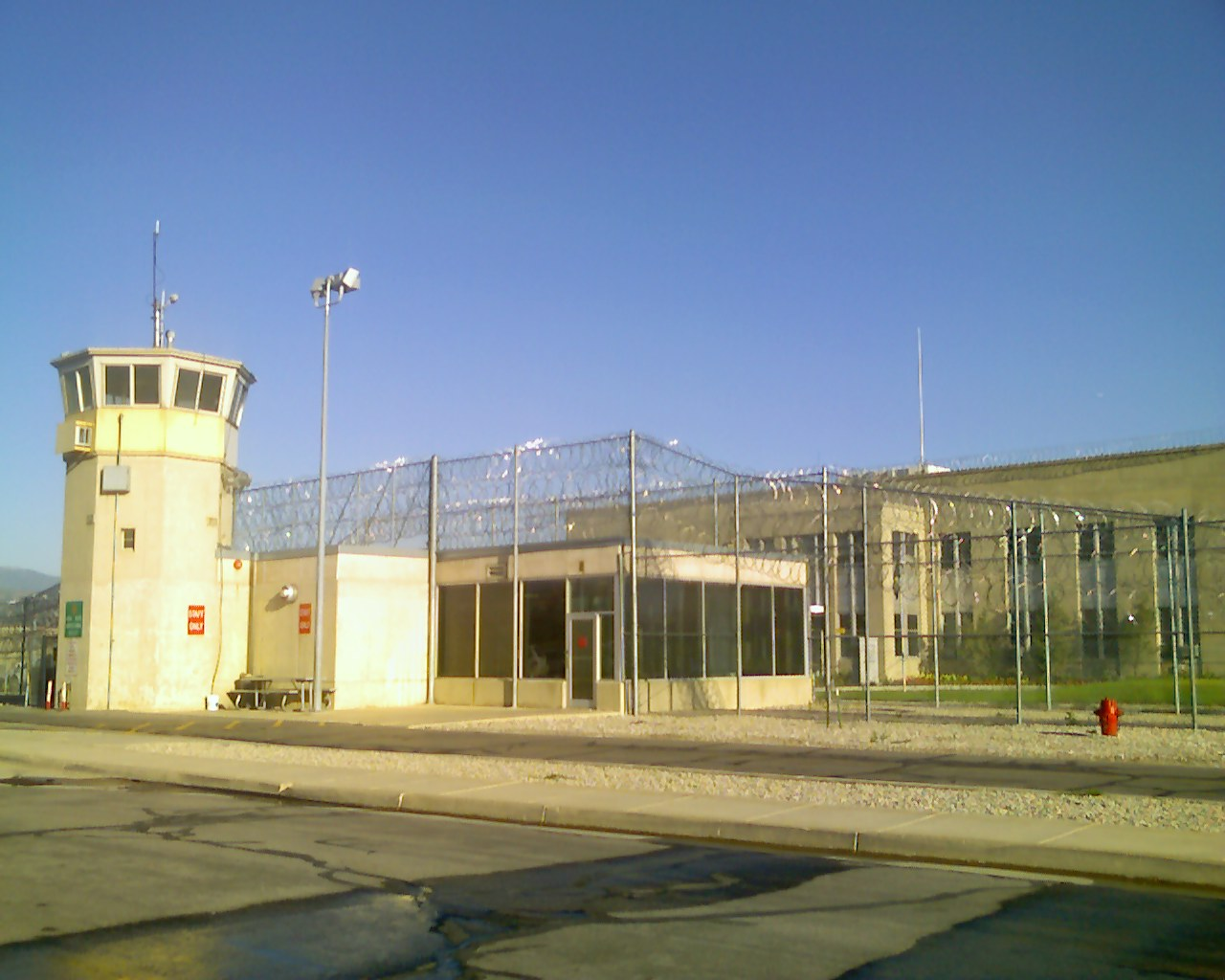
Gardner pasó la mayor parte de su vida adulta en la Prisión Estatal de Utah ubicada en Draper.

A Gardner le diagnosticaron trastorno de personalidad antisocial. En junio de 1985, Gardner se declaró culpable del asesinato de Otterstrom y recibió una sentencia de cadena perpetua sin posibilidad de libertad condicional. En un momento, Gardner amenazó con interrumpir las audiencias judiciales posteriores porque estaba molesto por tener que usar un aparato ortopédico para la pierna que se bloquearía si intentaba escapar de nuevo. Los guardias le aconsejaron que sería beneficioso para él comportarse frente a los posibles jurados. El juez de distrito Jay E. Banks instruyó al jurado, el 22 de octubre de 1985, que tenían la opción de un veredicto por el delito menor de homicidio involuntario si encontraban que Gardner estaba bajo presión mental o emocional cuando disparó a Burdell. Los jurados deliberaron menos de tres horas y encontraron a Gardner culpable de asesinato capital. Finalmente condenado a muerte, Gardner eligió la ejecución por fusilamiento en lugar de la inyección letal. Los legisladores de Utah eliminaron el fusilamiento como método de ejecución en 2004, pero los convictos que fueron sentenciados antes de esa fecha, como Gardner, aún podían elegir esa opción. Desde 1976, solo otras dos personas han sido ejecutadas por fusilamiento en los Estados Unidos, ambas en Utah: Gary Gilmore y John Albert Taylor. A diferencia de Taylor, quien dijo que eligió el fusilamiento para avergonzar al estado, el abogado de Gardner dijo que su cliente no quería llamar la atención y simplemente prefería morir de esta manera.

Preferiría morir de viejo, señoría, pero si eso no es posible, prefiero el pelotón de fusilamiento.
Ronnie Lee Gardner, 1985

El encarcelamiento de Gardner, el entonces recluso más joven de Utah en el corredor de la muerte, no transcurrió sin incidentes. El 19 de febrero de 1987 se celebró una audiencia en la que Gardner y otros reclusos alegaron «confinamiento inconstitucional» en condiciones insalubres y con mala alimentación. El 28 de octubre de 1987, Gardner rompió una mampara de cristal en una zona de visitas de la prisión y mantuvo relaciones sexuales con una mujer que se encontraba con él, mientras otros reclusos vitoreaban y atrincheraban las puertas. Según el portavoz de la prisión estatal, Juan Benavidez, aunque Gardner había «apagado las luces», un agente que se encontraba en la sala de control «aun podía ver lo que estaba sucediendo». Gardner afirmó que romper el cristal fue un accidente. En 1993, el representante estatal de Utah, Dan Tuttle, presentó lo que llamó «el proyecto de ley Ronnie Lee Gardner», en el que proponía que se permitiera a los agentes del orden disparar a los reclusos que intentaran escapar, ya sea que estuvieran «armados o no».

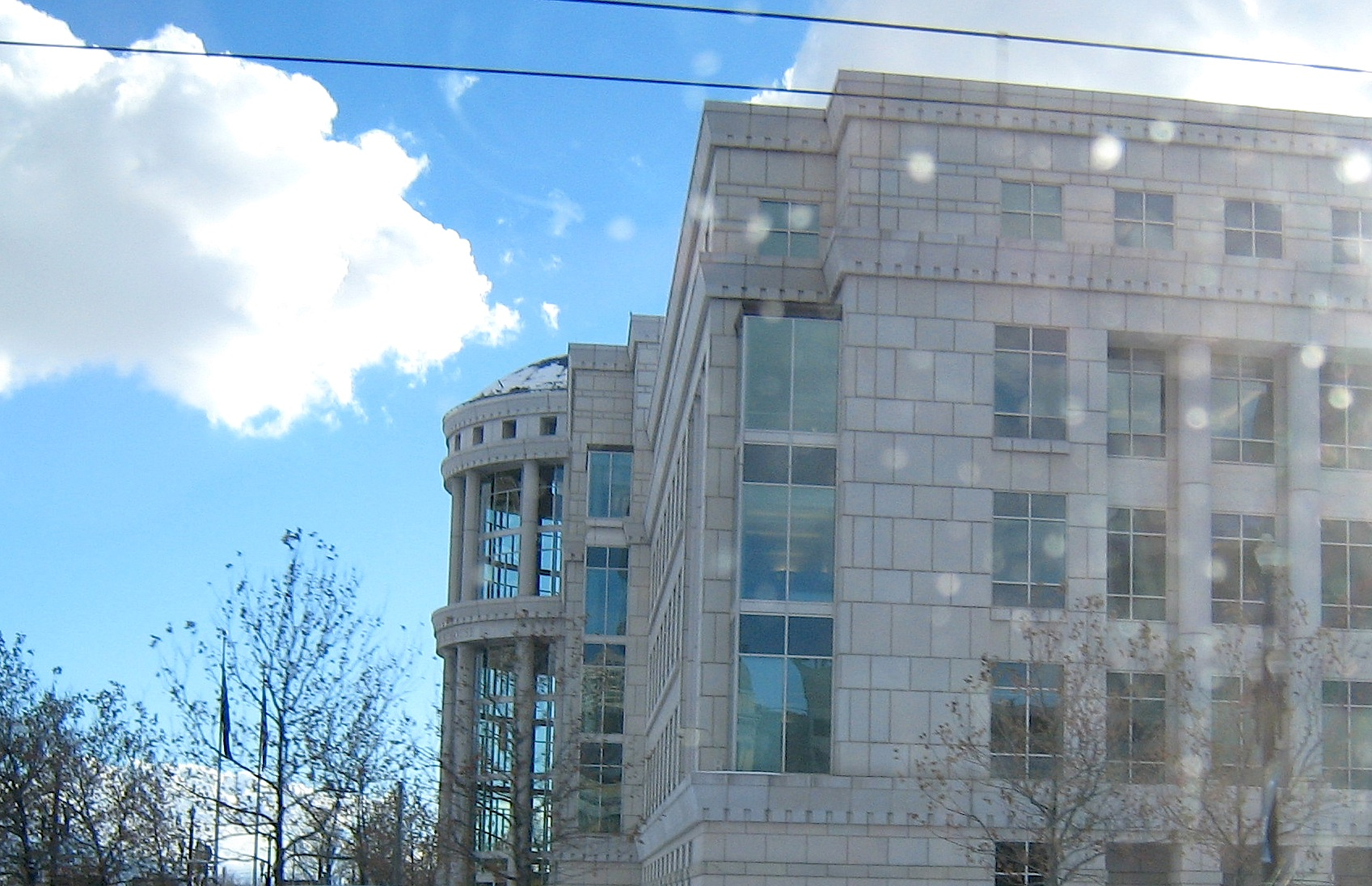
El intento de fuga de Gardner influyó en las medidas de seguridad adoptadas por el nuevo Palacio de Justicia Matheson de Salt Lake City.

El 25 de septiembre de 1994, Gardner se emborrachó tras consumir alcohol, el cual había fabricado y fermentado en el lavabo de su celda, y apuñaló al recluso Richard «Fats» Thomas con una navaja hecha con unas gafas de sol. Thomas sufrió nueve heridas punzantes en la cara, la boca, el brazo y el pecho que pusieron en peligro su vida, pero se recuperó por completo. Aunque Thomas sobrevivió al apuñalamiento, Gardner fue acusado de otro delito capital en virtud de una ley de Utah de 1974 reservada para ataques en prisión por parte de reclusos con delitos graves de primer grado. No existía precedente en Estados Unidos de una pena de muerte aplicada por un delito de este tipo. Se impugnó la constitucionalidad de la ley, los abogados defensores la calificaron de «obsoleta y anacrónica», y el Tribunal Supremo de Utah desestimó la acusación contra Gardner porque la víctima no falleció.
En febrero de 1996, Gardner amenazó con demandar al estado de Utah para obligarlo a ejecutarlo por fusilamiento. En una audiencia de 1991, declaró ante un juez que sus hijos lo motivaron a solicitar la inyección letal, pero que cambió de opinión cuando crecieron. Afirmó que prefería el fusilamiento por su «ascendencia mormona». Gardner también creía que los legisladores intentaban eliminar el fusilamiento, en contra de la opinión popular en Utah, debido a la preocupación por la imagen del estado en los entonces próximos Juegos Olímpicos de Invierno de 2002.

Me gusta el pelotón de fusilamiento. Es mucho más fácil... y no hay errores.
Ronnie Lee Gardner, 1996

En 1998, el antiguo Palacio Metropolitano de Justicia fue desalojado y reemplazado por el multimillonario Palacio de Justicia Scott M. Matheson. El intento de fuga mortal de Gardner en 1985 se atribuyó al libre acceso y la escasa seguridad del edificio anterior, e influyó considerablemente en las medidas de seguridad más estrictas adoptadas por el nuevo palacio de justicia de Salt Lake City. El exfiscal Kent Morgan declaró: «Gardner cambió eso por completo». El 3 de marzo de 2001, el Palacio Metropolitano de Justicia fue demolido.

### Mociones de defensa
En 2007, la jueza federal estadounidense Tena Campbell rechazó la apelación de Gardner, alegando la incompetencia de sus abogados al no poder demostrar que no tuvo intención de matar a su víctima. El Tribunal de Apelaciones de los Estados Unidos para el Décimo Circuito rechazó las mociones de apelación de su defensa el 8 de marzo de 2010. Gardner intentó renunciar al proceso al menos tres veces, pero sus abogados lo convencieron de que continuara apelando en cada ocasión. El juez estatal Robin Reese firmó una orden de ejecución el 23 de abril, ordenando al estado ejecutar la pena de muerte el 18 de junio de 2010.
En la audiencia de conmutación de Gardner el 10 de junio de 2010, los abogados y expertos médicos en su defensa argumentaron que la meningitis contraída a la edad de cuatro años podría haber dañado su cerebro. Gardner también había inhalado gasolina y pegamento con sus hermanos, y había jugado con mercurio robado de los medidores de gas por su padrastro para vender. Tres de los jurados que sentenciaron a Gardner a muerte firmaron una declaración jurada de que habrían recomendado cadena perpetua sin libertad condicional, una opción que no estaba disponible en Utah hasta 1992. Gardner afirmó que era un hombre cambiado que aconsejaba a otros reclusos y estaba interesado en comenzar un proyecto de granja orgánica para jóvenes en 160 acres (65 hectáreas) en el condado de Box Elder, Utah. El abogado de Gardner presentó una carta que su cliente escribió a Oprah Winfrey solicitando fondos para el proyecto. Gardner también argumentó que no era justificable ejecutarlo después de tanto tiempo desde el crimen.

Puedo hacer mucho bien. Primero que nada, soy un buen ejemplo. No hay mejor ejemplo en este estado de lo que no se debe hacer.
Ronnie Lee Gardner, 2010

El fiscal general adjunto del estado, Tom Brunker, argumentó en contra del indulto, afirmando: «El Sr. Gardner fue condenado a muerte y se ganó esa pena debido a su incansable historial de delitos violentos». La familia del difunto George «Nick» Kirk relató cómo el disparo de Gardner afectó sus vidas y, en última instancia, acortó la de Kirk. La hija de Kirk, Barb Webb, declaró: «Ha cometido muchas cosas horribles en el pasado y creo que, si tuviera la oportunidad, las volvería a hacer». Jason Otterstrom, cuyo padre, Melvyn, fue asesinado por Gardner, tuvo dificultades para describir el impacto en su familia. Tras escuchar el testimonio de las familias de las víctimas, la Junta de Indultos y Libertad Condicional de Utah rechazó la solicitud de conmutación de la pena de Gardner, alegando que el veredicto y la sentencia del jurado «no fueron inapropiados». Los miembros de la junta mencionaron su historial de violencia durante el encarcelamiento y cuestionaron su esfuerzo por reformarse, calificándolo de «demasiado poco y demasiado tarde». Gardner reveló en la audiencia que fue Darcy Perry McCoy quien le proporcionó el arma con la que asesinó a Michael Burdell. El fiscal adjunto del condado de Salt Lake, Bob Stott, declaró que McCoy no sería procesado porque Gardner, el único testigo, sería ejecutado.

Lo siento mucho por él; lo siento mucho. Pero él tomó esa decisión.
Tami Stewart, hija de George «Nick» Kirk, víctima del tiroteo

El Tribunal Supremo de Utah confirmó las sentencias de tribunales inferiores el 14 de junio de 2010, agotando así las apelaciones de Gardner dentro del estado. El Tribunal Supremo de Estados Unidos rechazó las apelaciones finales el 17 de junio, aunque una orden judicial indicó que los jueces disidentes Stephen Breyer y John Paul Stevens habrían concedido una suspensión de la ejecución. El gobernador de Utah, Gary Herbert, también se negó a intervenir porque Gardner tuvo «una oportunidad plena y justa» en el tribunal. El fiscal general del estado, Mark Shurtleff, anunció en Twitter que autorizó la ejecución: «Acabo de dar el visto bueno al director de Correccionales para que proceda con la ejecución de Gardner».

### Debate sobre la pena de muerte
Los opositores a la pena capital se congregaron en el Capitolio del Estado de Utah para celebrar una manifestación durante las apelaciones finales. La protesta, organizada por Utahans for Alternatives to the Death Penalty, contó con la presencia de la familia de Gardner. También contó con el apoyo de Brian King, de la Cámara de Representantes de Utah, quien se comprometió a instar a la legislatura a reconsiderar el uso de la pena capital. La familia de Michael Burdell, víctima de asesinato, también presentó una apelación en nombre de Gardner, alegando que Burdell era un pacifista que se habría opuesto a la pena de muerte.
Medios de comunicación de todo el mundo plantearon la cuestión de la expiación con sangre debido a que Gardner mencionó sus orígenes mormones al seleccionar el pelotón de fusilamiento. El día antes de la ejecución de Gardner, La Iglesia de Jesucristo de los Santos de los Últimos Días condenó la doctrina de la expiación con sangre como vía de salvación. Emitieron la siguiente declaración:
A mediados del siglo XIX, cuando la oratoria retórica y emotiva era común, algunos miembros y líderes de la iglesia usaban un lenguaje fuerte que incluía la idea de que las personas debían hacer restitución por sus pecados entregando sus propias vidas.

Sin embargo, la llamada «expiación con sangre», según la cual las personas tendrían que derramar su propia sangre para expiar sus pecados, no es una doctrina de La Iglesia de Jesucristo de los Santos de los Últimos Días. Creemos y enseñamos la expiación infinita y abarcadora de Jesucristo, que hace posible el perdón de los pecados y la salvación para todas las personas.
Otras figuras religiosas expresaron su oposición al uso de la pena capital. Keith O'Brien, cardenal católico en Escocia, más tarde utilizó el caso de Gardner para describir la «cultura de la venganza» en los Estados Unidos.
Según las encuestas, el apoyo a la pena capital había ido disminuyendo de forma constante desde los años 1990, pero la mayoría de la gente en Utah todavía apoyaba la pena de muerte en el período previo a la ejecución programada de Gardner. En 2010, Kay McIff, de la Cámara de Representantes de Utah, patrocinó una ley para exigir a los presos condenados que presentaran todos los argumentos de apelación en su primera petición posterior a la condena, y señaló que las múltiples apelaciones de Gardner mantuvieron su caso en el corredor de la muerte durante casi veinticinco años. El proyecto de ley, HB202, fue aprobado por la Cámara de Representantes de Utah por un margen de 67 a 5 el 1 de febrero de 2011, y fue aprobado por unanimidad por el Senado del Estado de Utah el 17 de febrero. La ley fue promulgada por el Gobernador el 22 de marzo de 2011.

## Ejecución
El Departamento Correccional de Utah proporcionó al abogado de Gardner, Andrew Parnes, documentación sobre ejecuciones por fusilamiento e inyección letal. Los registros incluían la capacitación y la experiencia del equipo de ejecución de Utah. Parnes transmitió la información a Gardner tras comprometerse a no revelarla a nadie más.
El 15 de junio de 2010, Gardner comió su última comida, la cual consistió en filete, cola de langosta, pastel de manzana, helado de vainilla y bebida 7 Up, antes de iniciar un ayuno de 48 horas durante el cual vio la trilogía cinematográfica de El Señor de los Anillos y leyó la novela Justicia divina de David Baldacci. Según sus abogados, el ayuno estuvo motivado por «razones espirituales». Gardner recibió la visita de un obispo SUD y de su familia antes de su ejecución. Gardner caminó voluntariamente hasta el lugar de su ejecución. Cuando se le preguntó si tenía alguna última palabra, respondió: «No tengo, no».

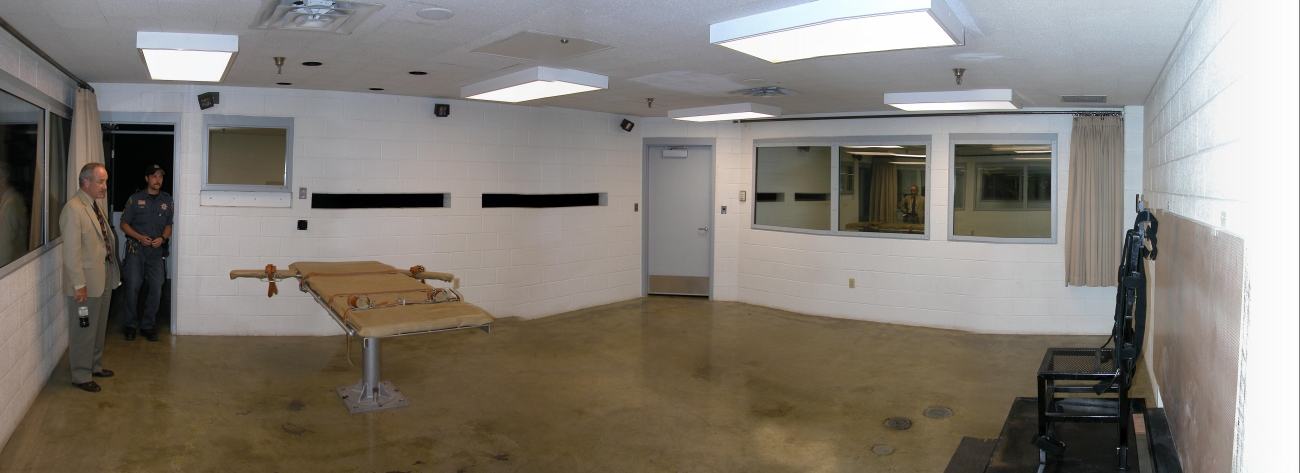
Gardner fue ejecutado en la silla metálica a la derecha de esta cámara en la Prisión Estatal de Utah. Las dos troneras para los fusiles se pueden ver en el centro a la izquierda.

Gardner fue ejecutado el 18 de junio de 2010 a las 12:15 a. m. por un pelotón de fusilamiento en la Prisión Estatal de Utah, ubicada en Draper, Utah. Fue colocado con restricciones en una silla de metal negra con una capucha que le cubría la cabeza. Se colocaron sacos de arena a su alrededor para absorber los rebotes. El pelotón de fusilamiento estaba compuesto por cinco voluntarios anónimos que eran oficiales de policía certificados. Los oficiales se pararon a unos 7,6 metros (25 pies) de Gardner, apuntando a un objetivo blanco posicionado sobre su corazón. Los rifles Winchester calibre .30 del pelotón de fusilamiento estaban cargados con munición real, excepto uno que contenía una bala de cera no letal. Según el Departamento Correccional de Utah, el escuadrón usó una cadencia de cuenta regresiva que comenzaba con cinco y disparaba simultáneamente justo antes de las dos. Su mono azul oscuro dificultaba ver la sangre de sus heridas. Un médico forense le quitó la capucha a Gardner para revelar su rostro sin vida. Tras verificar la ausencia de pulso en el cuello y de reflejo fotomotor, el médico forense lo declaró muerto a las 00:17. Fue la primera persona ejecutada por un pelotón de fusilamiento en Estados Unidos desde la ejecución de John Albert Taylor catorce años antes. Se encargó una moneda conmemorativa para el personal penitenciario que participó en la ejecución. Los amigos y familiares de Gardner se reunieron frente a la prisión para una vigilia con velas mientras se interpretaba «Free Bird» de Lynyrd Skynyrd. No presenciaron su ejecución, a petición suya. Algunos llevaban camisetas con su número de prisionero (14873). Su cuerpo fue incinerado y entregado a su hija para que lo llevaran de regreso a Idaho con sus familiares.

Al final, sus hijos y nietos tuvieron la oportunidad de expresarle su amor. No estoy seguro de que Ronnie tuviera mucho amor en su vida. Al menos, al final, lo tuvo.
Andrew Valdez, abogado defensor

El hermano de Gardner, Randy Gardner, se ha convertido en un abierto opositor a la pena de muerte, y a menudo viste el mono de prisión de Ronnie en diversas manifestaciones contra la pena de muerte.